# Joker (Lotto)
Joker (stylizowany zapis JokeR) – nazwa gier Lotto organizowanych przez Totalizator Sportowy.
Pierwsza gra liczbowa o tej nazwie organizowana była od 17 listopada 1999 do 23 sierpnia 2000. 8 kwietnia 2010 rozpoczęła się sprzedaż nowej gry o nazwie Joker. Pierwsze losowanie odbyło się 9 kwietnia 2010. Joker był grą kumulacyjną, w której wygrywało się za trafienie jednej liczby (1 z 36). Oprócz niej losowane były cztery dodatkowe liczby (4 z 50), które powiększały wygraną. Losowania odbywały się w poniedziałki, środy i piątki o 21:40. 17 września 2014 zniesiono środowe losowania. Grający mógł wytypować jedynie Jokera, 4 pozostałe liczby podawał metodą "chybił-trafił" Lottomat. Poza nazwą nie ma nic wspólnego z dawnym Jokerem. 30 stycznia 2015 odbyło się ostatnie losowanie tej gry. W sumie odbyło się ich 735. Ostatnie wylosowane liczby to: 6, 19, 23 i 45. Natomiast ostatnim w historii Jokerem została liczba 18. Podczas całej emisji gry suma wszystkich wypłaconych wygranych to blisko 55 milionów złotych. Obecnie Joker występuje w innych krajach, lecz jako dodatek do Lotto.